# Geotrogus genei
Geotrogus genei (Blanchard, 1851) è un coleottero appartenente alla famiglia degli scarabeidi (sottofamiglia Melolonthinae).

## Descrizione

### Adulto
Gli adulti di questo coleottero sono di color marroncino chiaro. La parte superiore del corpo è piuttosto lucida e costellata da migliaia di minuscoli puntini. Le sue dimensioni si aggirano attorno ai 20 mm. I maschi presentano dei ciuffi sulle antenne, che permettono di distinguerli dalle femmine. Nella parte inferiore del corpo si nota una folta peluria.

### Larva
Le larve sono della tipica a forma a "C", di un colore biancastro. La testa (dove si trovano le poderose mandibole) e le zampe sono chitinose e di color arancione, mentre lungo i fianchi vi sono una serie di forellini chitinosi atti alla respirazione. Lungo tutto il corpo della larva si può notare una peluria molto rarefatta, più accentuata in prossimità dell'addome.

## Biologia

### Adulto
Gli adulti sono di abitudini notturne, infatti non li si può reperire di giorno. Ma la principale particolarità di questo coleottero è il periodo di apparizione: essi appaiono infatti in inverno, a differenza della stragrande maggioranza degli scarabeidi.

## Distribuzione e habitat
L'areale di questo scarabeide è ristretto alla Corsica, alla Sardegna e all'arcipelago Toscano.